# Kosmos 2001
O Kosmos 2001 (em russo: Космос 2001, significado Cosmos 2001) foi um satélite soviético de sistema de alerta anti-mísseis intercontinentais, como parte do programa Oko. O satélite foi projetado para identificar lançamentos de mísseis usando telescópios ópticos e sensores infravermelhos.
Foi lançado em 14 de fevereiro de 1989 às 04:21 GMT do Cosmódromo de Plesetsk, União Soviética (atualmente na Rússia), através de um foguete Molniya-M. Ele reentrou na atmosfera da Terra em 22 de setembro de 2008, quase 20 anos após seu lançamento.